# Ştefan Bănică (színművész, 1933–1995)

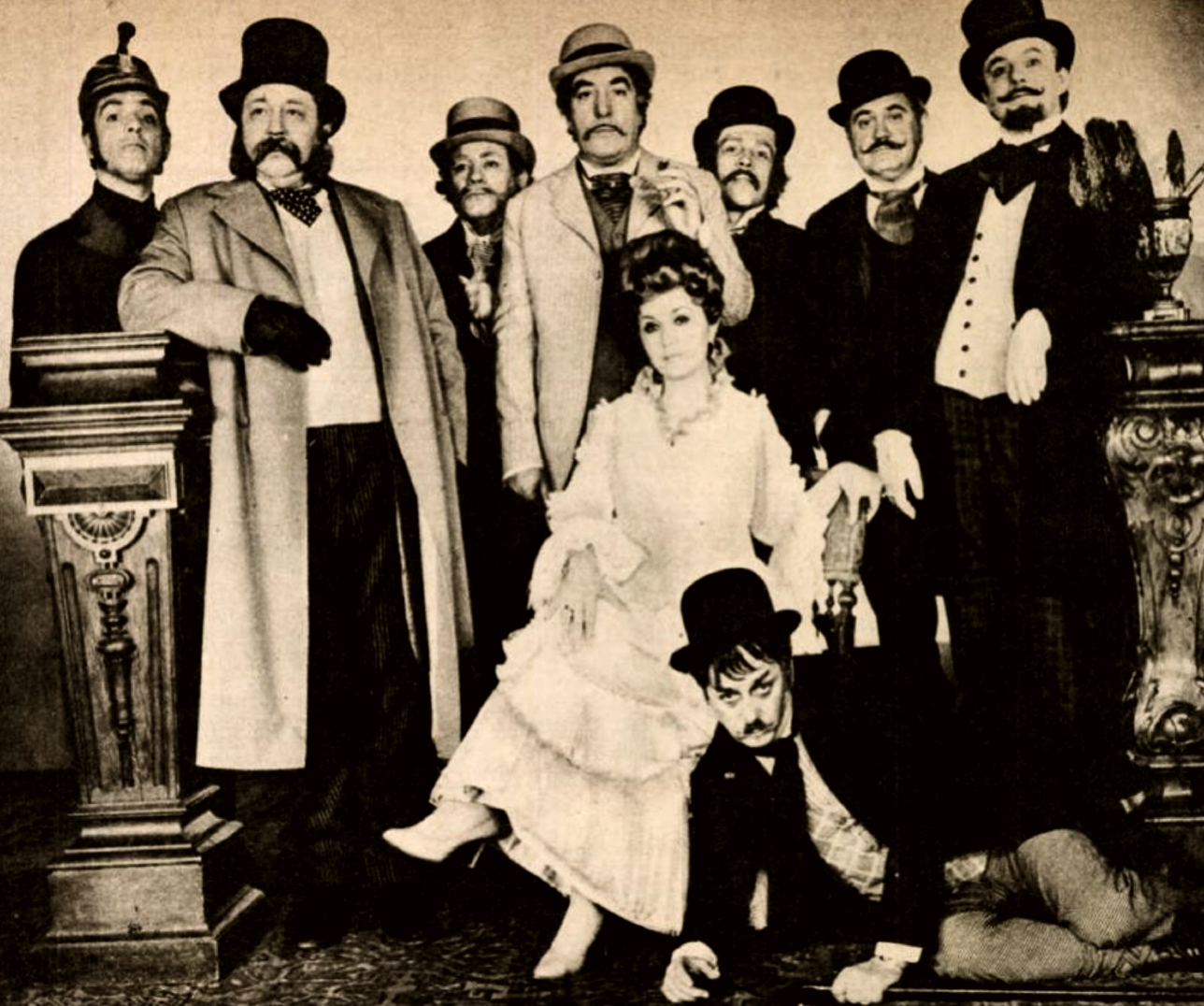
Az Elveszett levél 1972-es előadásának szereplői; a hátsó sor bal szélén a Pristanda rendőrt alakító Ştefan Bănică

Ştefan Bănică (Călărași, 1933. november 11. – Bukarest, 1995. május 26.) román színész, énekes. A kritikusok elismerését színpadi szerepléseivel nyerte el Caragiale, Moliére, Shakespeare, Gogol és Ionesco darabjaiban; a  nagyközönség körében televíziós szerepléseivel vált népszerűvé.

## Életpályája
Apja, Drăgan Constandache Bănică, zenész volt, aki fiát ügyvédnek szánta. Amikor a család Bukarestbe költözött, Ştefan Bănică a rádió gyermekkórusában kezdett énekelni, majd gyermekszíndarabokban lépett fel. A középiskolát a bukaresti Dimitrie Cantemir Líceumban végezte, ahol iskolatársai között volt Valeriu Grama és Lucian Pintilie. A középiskola után Radu Beligan bíztatására  beiratkozott a Színházművészeti Intézetbe, ahol 1955-ben végzett.
Először az akkor alapított galaci színházban lépett fel, utána a bukaresti Ifjúsági Színházba került, de egy évadig a ploiești-i színházban is játszott. 1960-ban Bukarestbe költözött, ahol a Giuleşti-i színházban kezdett, majd a Bulandra Színházban folytatta pályafutását. Ez utóbbiban első szerepét Caragiale: Farsang című, Lucian Pintilie által rendezett vígjátékában kapta. Szerepelt a  a Rádiószínházban is. Első filmszerepét 1965-ben kapta a Dincolo de barieră című filmben (rendezte Francisc Munteanu).
Számos dalt adott elő és tett népszerűvé, többek között az Îmi acordați un dans, Cum am ajuns să te iubesc, Gioconda se mărită, Hei, coșar, coșar és Astă seară mă fac praf címűeket.
1971 és 1979 között Stela Popescuval lépett fel a Constantin Tanase Revüszínházban, illetve a televízió szórakoztató műsoraiban.
Több infarktus után 1995-ben infarktusban hunyt el, és a Reînvierea temetőben nyugszik.

### Színházi szerepei
- Beaumarchais: Figaro házassága - Figaro[6]
- Ion Luca Caragiale: Elveszett levél - Pristanda, rendőr[7]
- Ion Luca Caragiale: Farsang - Iordache[8]
- Victor Eftimiu: Az ember, aki látta a halált[9]
- J. Kasselring: Arzén és régi csipke[10]
- Tudor Mușatescu: Titanic vals[2]
- Tudor Mușatescu: … escu[2]
- Camil Petrescu: Mitica Popescu[10]
- William Shakespeare: A vihar[11]
- Nicuță Tănase: Băiat bun, dar… cu lipsuri[2]
- Virgil Stoenescu – Octavian Sava: Nota zero la purtare[10]

### Filmszerepei
- 1965: Dincolo de barieră (rendező: Francisc Munteanu)[1]
- 1966: Betyárok (rend. Dinu Cocea)[12]
- 1966: Asszonyok kálváriája (rend.: Mircea Drăgan)[1][12]
- 1966: Veszélyben az alagút (rend.: Francisc Munteanu)[1][12]
- 1967: Lövés a kottára (rend.: (Cezar Grigoriu)[1][12]
- 1967: Nyári napok (rend.: Ion Niţă)[1][13]
- 1968: Vin cicliștii (rend.: Aurel Miheles)[1]
- 1970: Brigada Diverse in alertă (rend.: Mircea Drăgan)[1]
- 1971: Cântecele mării(rend.: Francisc Munteanu)[1]
- 1971: Brigada Diverse intră in acțiune (rend.: Mircea Drăgan)[1]
- 1973: Vifornita (rend. Mircea Moldovan)[12]
- 1973: Tulajdonosok (rend.: Şerban Creangă)[12][14]
- 1974: Păcală (rend. Geo Saizescu)[1]
- 1977: Fair Play (rend. Alexandru Danciu Satmari)[1]
- 1977: Szeptember (rend. Timotei Ursu)[1][15]
- 1978: Cián és esőcsepp (rend. Manole Marcus)[16][17]
- 1979: Egymillió zöldhagymával (rend. Sergiu Nicolaescu)[1][12]
- 1979: Singur printre prieteni (rend. Cornel Todea)[1]
- 1981: O lume fără cer (rend.: Mircea Drăgan)[12]
- 1982: Miért húzzák a harangokat? (rend. Lucian Pintilie)[1][12]
- 1986: Al patrulea gard, lângă debarcader (rend. Cristiana Nicolae)[12]
- 1990: Harababura  (rend. Geo Saizescu)[1]
- 1993: Cel mai iubit dintre pământeni (rend. Şerban Marinescu)[1]

## Magánélete
Első felesége Sandra Vlad-Liteanu újságíró volt, akivel röviddel gyermekük Ştefan születése után elváltak. Második felesége, Irina, divattervező volt, aki 1985-ben hunyt el; közös gyermekük Alexandru Silviu.

## Emlékezete
2003-ban szülővárosa, Călărași központjában felállították mellszobrát. Szülőházát emléktábla jelöli, és a városban egy utca viseli a nevét. Călăraşi-ban évente megrendezik a Ştefan Bănică Amatőr Színházi Fesztivált.